# Saint-Genis-sur-Menthon
Saint-Genis-sur-Menthon là một xã ở tỉnh Ain, vùng Auvergne-Rhône-Alpes thuộc miền đông nước Pháp.